# Pinne d'Illiria
Pinne (fl. III secolo a.C.) è stato un re illiro.

## Biografia
Pinne era figlio di Agrone, re dell'Illiria, e della sua prima moglie Triteuta; alla morte del padre, avvenuta verso il 231 a.C., era ancora un bambino e venne nominato nuovo re, sotto la reggenza di Teuta, che suo padre aveva sposato dopo aver divorziato dalla madre. Dopo che i Romani sconfissero Teuta, Pinne fu affidato alle cure di Demetrio di Faro, che, probabilmente, aveva sposato Triteuta, la madre di Pinne, e che ricevette anche il controllo della maggior parte del territorio in precedenza sotto la reggenza di Teuta.
Anche Demetrio dopo pochi anni tentò la fortuna contro Roma, ma venne facilmente ed in breve tempo sconfitto dal console Lucio Emilio Paolo nel 219 a.C. e dovette fuggire e trovare rifugio presso Filippo V di Macedonia. I romani rimisero sul trono Pinne, ma lo obbligarono a pagare un tributo.